# Jugendchor Belcanto
Der Jugendchor Belcanto ist ein gemischter Kinder- und Jugend-Chor aus Braunschweig. Er bildet gleichzeitig den Kinderchor des Staatstheaters Braunschweig.

## Geschichte

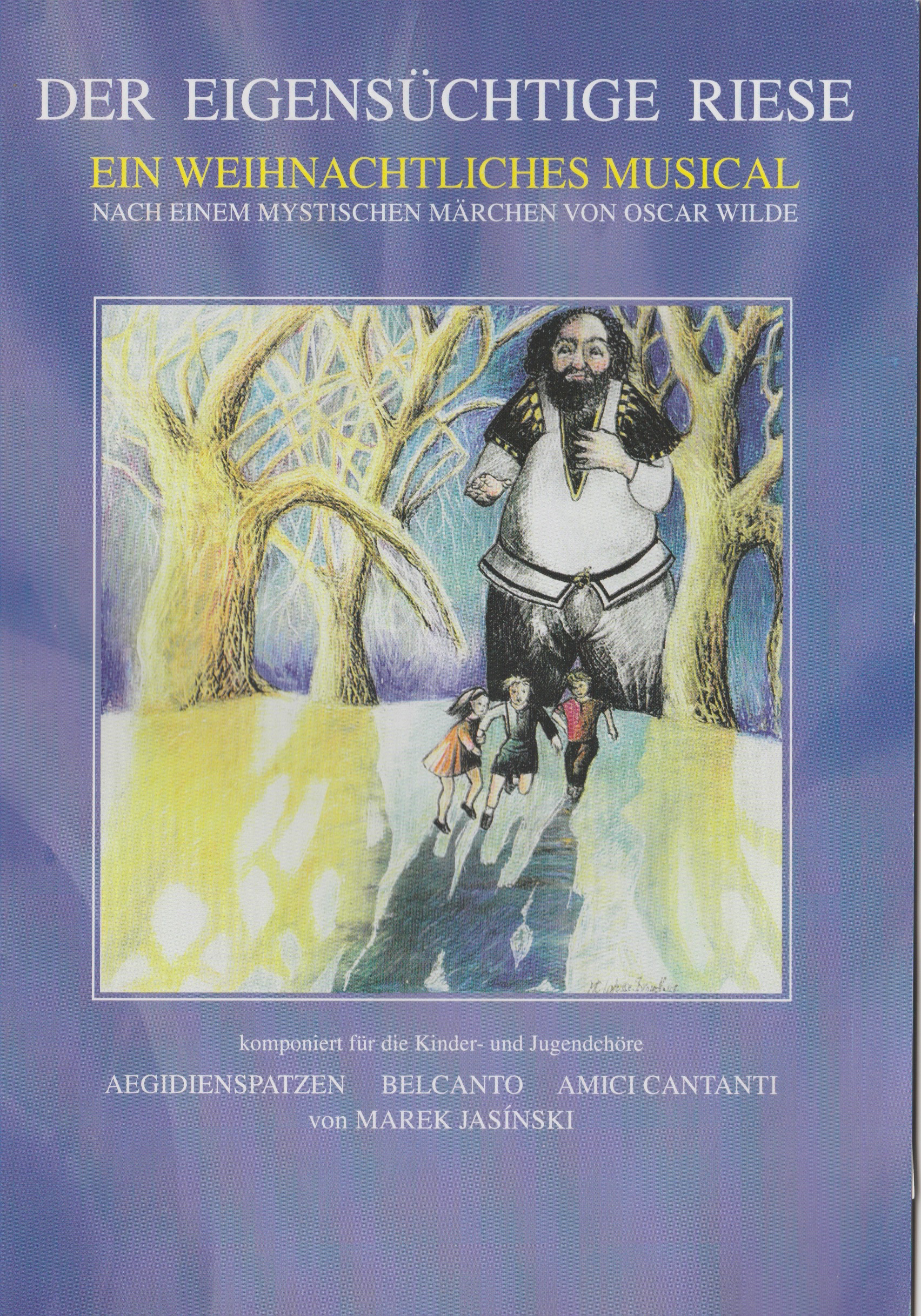
Programmheft zum Musical Der eigensüchtige Riese

Ende 1977 gründete die Musiklehrerin Margit Cherkeh an der damaligen Grundschule Friesenstraße einen Kinderchor, der mit hauptsächlich geistlichem Liedgut Gottesdienste z. B. an der nahegelegenen Kirche St. Aegidien mitgestaltete. Die Kirchengemeinde stellte Proberäume bereit und 1983 wurde der Verein „Kinder- und Jugendchor St. Aegidien e. V.“ gegründet. Der Verein hatte solchen Erfolg, dass aus dem Schulchor bald eine Kindergruppe „Piepmätze“ (3–7 Jahre), ein Kinderchor „Aegidienspatzen“ (6–11 Jahre) sowie der Jugendchor „Belcanto“ (ab 12 Jahre) hervorgingen.
Das Gesangsrepertoire umfasste von Beginn an weltliche und geistliche Kompositionen aus mehreren Jahrhunderten, zeitgenössische Musik, Folklore und auch Pop und Musical. In den nächsten Jahrzehnten folgten weltweite Konzertreisen und erfolgreiche Wettbewerbsteilnahmen. Höhepunkte waren 1986 ein Auftritt bei einer Papst-Audienz auf dem Petersplatz in Rom vor 80.000 Gläubigen sowie 2001 die Uraufführung des beim polnischen Komponisten Marek Jasiński beauftragten Musicals „Der eigensüchtige Riese“ nach einem Märchen von Oscar Wilde.
Im Jahr 2002 wurden der Kinder- und Jugendchor eigenständig, da in St. Aegidien ein kirchenmusikalisch ausgerichteter Chor aufgebaut wurde. Die fortan „Belcanto-Spatzen“ bzw. „Belcanto-Chor“ genannten Chöre fanden eine neue Heimat im Braunschweiger Männergesangverein, der auch als Sponsor fungiert.
Margit Cherkeh leitete beide Chöre bis zu einer beruflichen Neuorientierung im Jahre 2010. Danach folgten ihr bis Mitte 2012 Agnes Kauer und bis Herbst 2013 Stefan PD Runge als Chorleiter. Nach einer Vakanz übernahm 2014 Mike Garling vom Staatstheater Braunschweig den nunmehr „Jugendchor Belcanto“ genannten Chor. Aktuell umfasst der Chor etwa 55 Personen.
Der Chor wird seit den 1990er Jahren auch als Kinderchor am Staatstheater Braunschweig. Aus seinen Reihen sind auch zahlreiche Kindersolisten hervorgegangen.

## Auftritte

### Rundfunk und Fernsehen

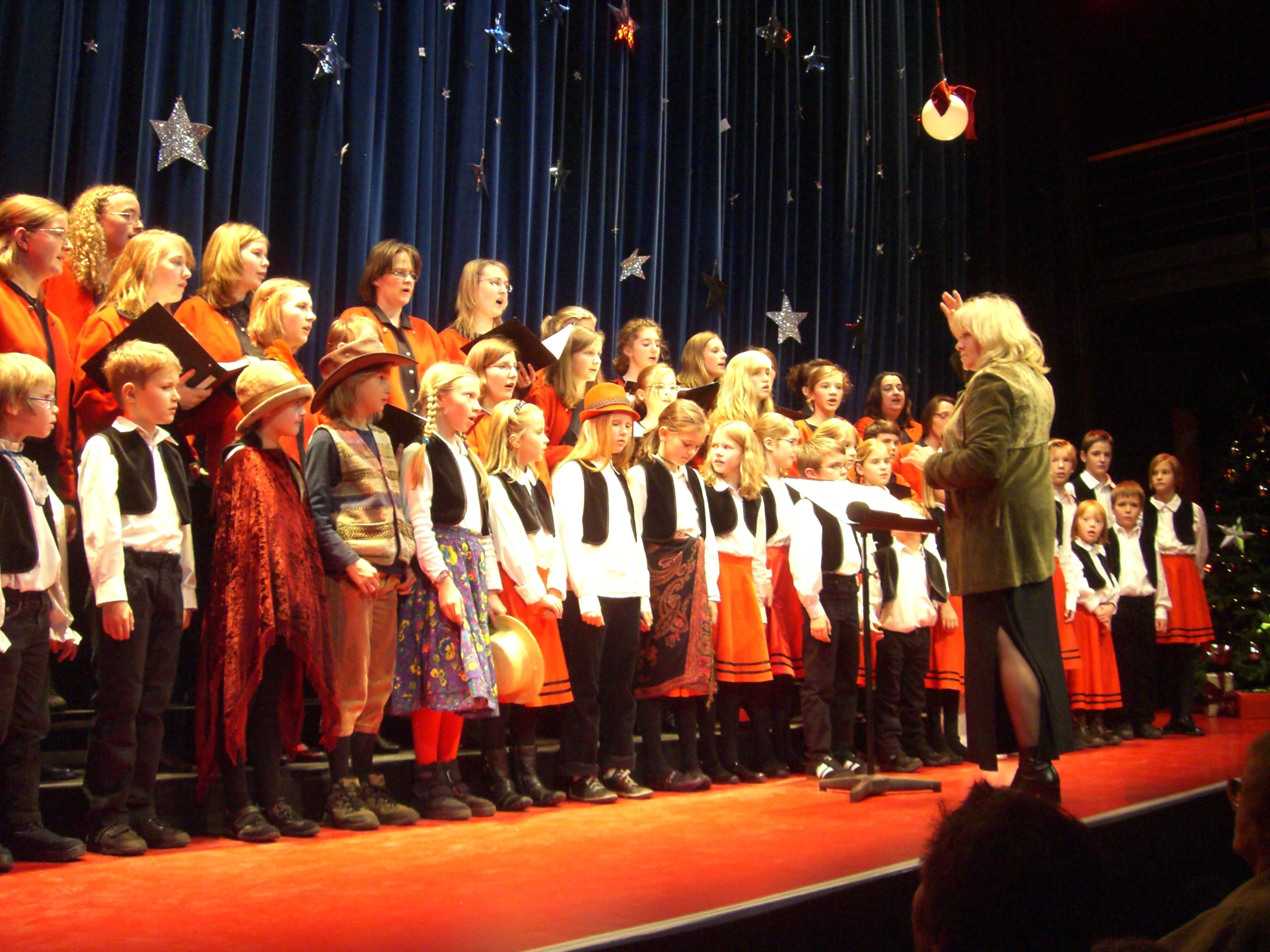
Adventssingen 2009 unter Leitung von Margit Cherkeh im Kleinen Haus des Staatstheaters Braunschweig

1985 trat der Chor im Kinderchorwettbewerb des ZDF auf. 1991 erfolgten mehrere Fernsehauftritte, u. a. in der Sendung „Laudate“ und in der Weihnachtssendung „Alles singt unter dem Tannenbaum“. 1996 sang der Belcanto-Chor im Sonntagskonzert des ZDF. 2015 wirkte der Chor bei der Oper Sturmhöhe des Staatstheaters Braunschweig, die als europäische Uraufführung im Deutschlandradio Kultur live übertragen wurde, mit.

### Musiktheater und Konzerte
Die Chormitglieder traten regelmäßig bei Opern oder Musicals als Kinderchor und solistisch auf, insbesondere auch bei selten aufgeführten oder wiederentdeckten Stücken, z. B. 2014 in Anna Karenina (Jenő Hubay) oder Der Prophet (Giacomo Meyerbeer) und 2015 Sturmhöhe (Bernard Herrmann) oder Ragtime, aber auch Klassikern wie 2016 Tosca (Giacomo Puccini) oder 2017 in Pagliacci (Ruggero Leoncavallo). Auch bei Symphoniekonzerten des Staatsorchesters Braunschweig, wie z. B. Mahlers Symphonien Nr. 3 oder Nr. 8, hat der Chor schon mitgewirkt.
Im Dezember richtete der Chor jährlich ein Adventssingen mit Weihnachtsliedern, auch zum Mitsingen, im Kleinen Haus des Staatstheaters Braunschweig aus. Seit 2016 finden stattdessen festliche Adventskonzerte mit dem Staatsorchester Braunschweig sowie dem Chor des Staatstheaters statt. Der Chor unterstützt auch den Spielklub des Jungen Staatstheaters musikalisch.

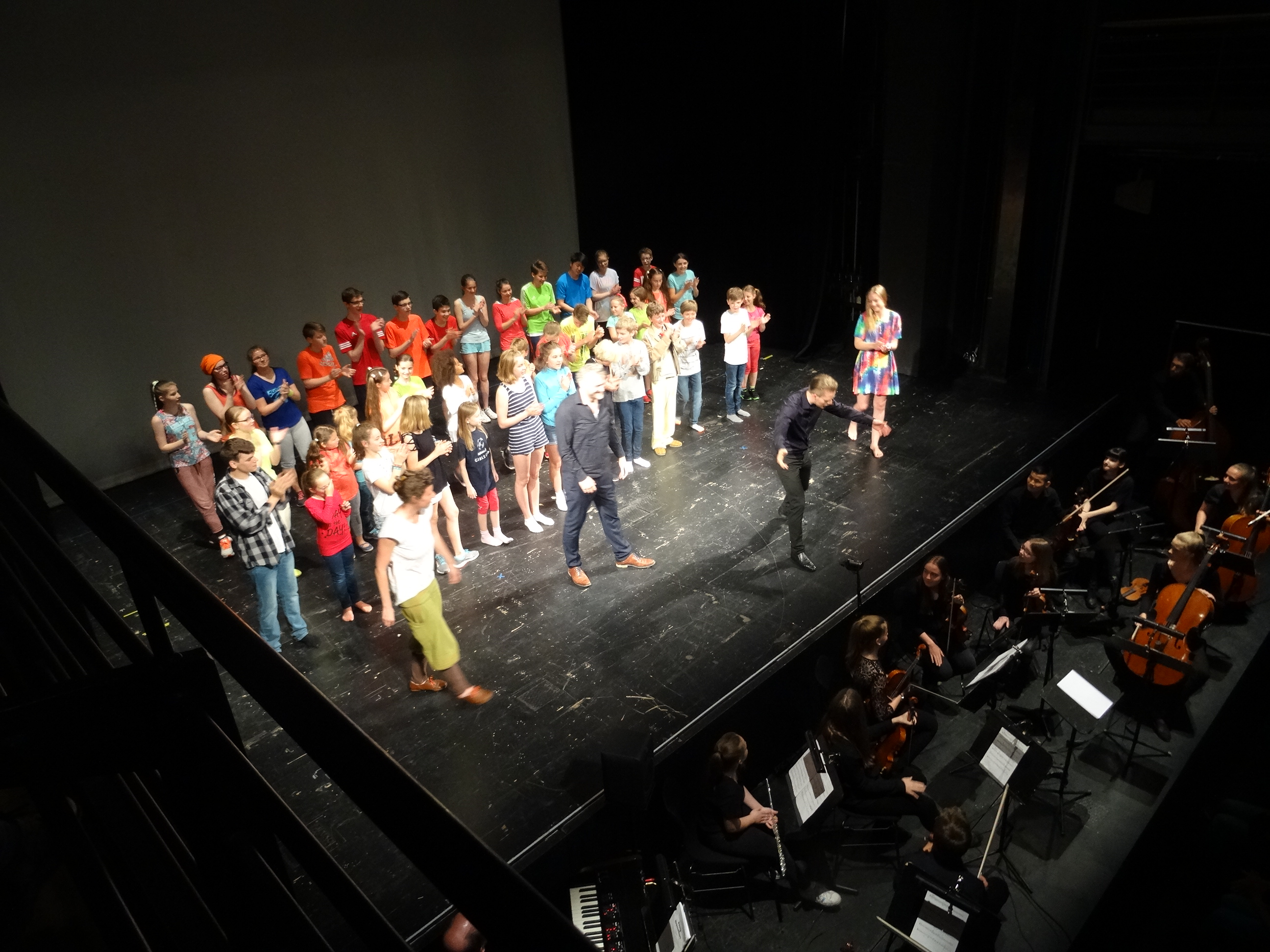
Jugendchor Belcanto mit JSO Braunschweig und Spielklub des Staatstheaters Braunschweig unter musikalischer Leitung von Christoph Hein (2017)

### Konzertreisen
Ausgedehnte Konzertreisen führten den Chor in viele Teile der Welt, z. B. Ägypten (1982), Australien (1995), Belgien (1985, 1987), England (1990), Frankreich (1993), Italien (1986), Malta (1998), Österreich (1988), Polen (1987), Russland (1991), Schweden (1994), Spanien (1989, 1992) oder Ungarn (1988).

### Aktuelle Programme
Der Jugendchor Belcanto hat ein breitgefächertes Gesangsrepertoire, von Kirchenmusik über symphonische bzw. Filmmusik bis hin zu a cappella, Pop und Musical, wie auch ausgewählte Programme der letzten Jahre zeigen:  2014 führte der Chor ein Benefizkonzert in der Klosterkirche Riddagshausen zugunsten von Herzkind e. V. durch. Beim Filmkonzert „Alice im Wunderland“ des Braunschweiger Filmfestivals 2014 trat er bei der deutschen Uraufführung der Filmmusik von Danny Elfman in der Volkswagenhalle auf. 2015 wirkte der Chor bei einer Aufführung der Carmina Burana mit dem Chor der TU Braunschweig in der Stadthalle Braunschweig mit und sang in einem Workshop-Konzert mit VOCES8. Beim „Eurotreff '15“ nahm der Chor an einem Workshop unter Leitung von Sanna Valvanne teil. Regelmäßig ist der Chor auch bei der „Kulturnacht Braunschweig“ zu hören.

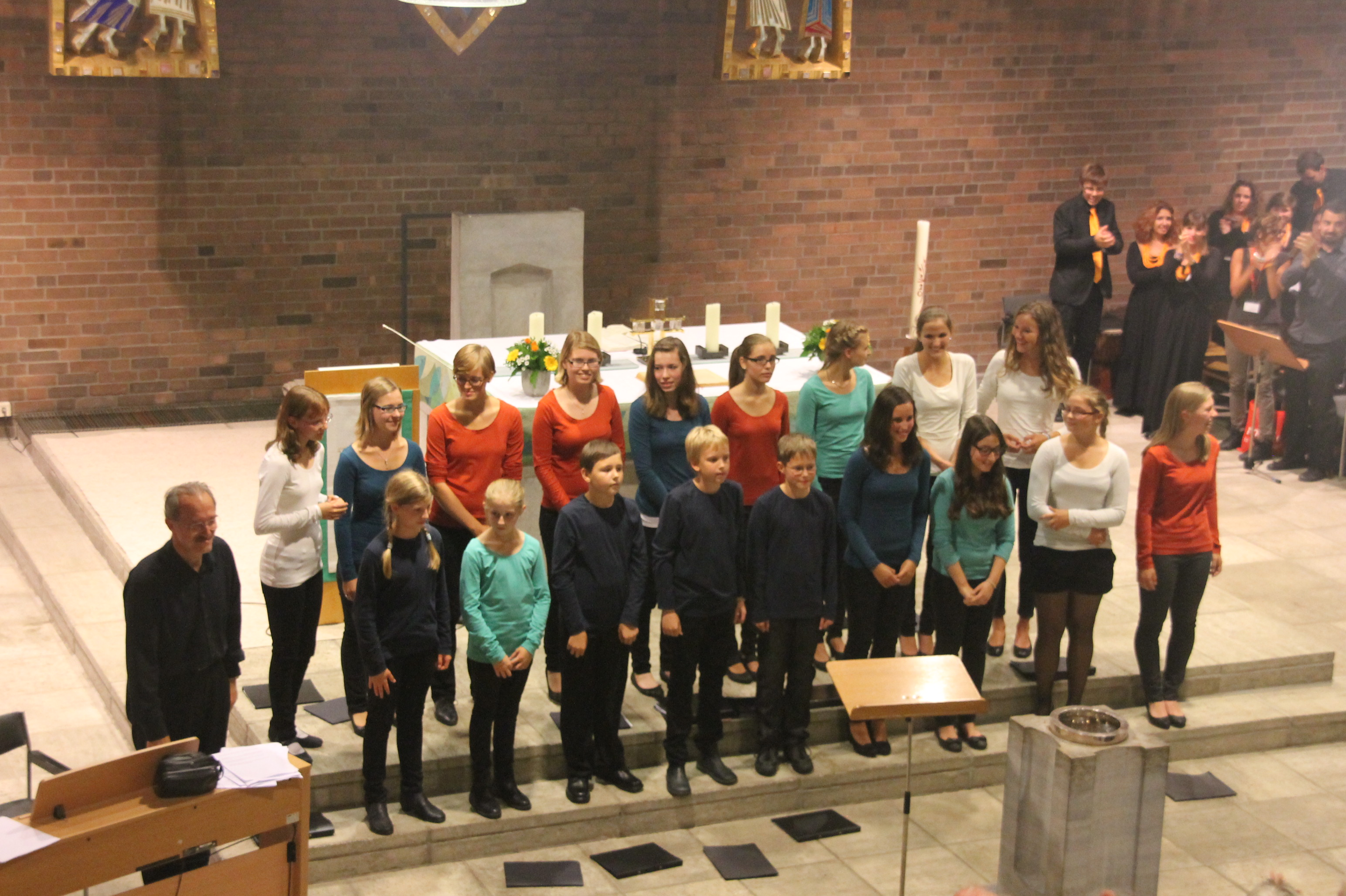
Auftritt beim EUROTREFF 2013 unter Leitung von Tadeusz Nowakowski

### Auszeichnungen
Der Chor gewann zahlreiche Preise bei nationalen und internationalen Wettbewerben. Besonders hervorzuheben sind der Bundessieg im Kinderchorwettbewerb 1985 sowie bei „Deutschland, Deine Chöre“ 1998 (beides ZDF).
Margit Cherkeh wurde 1996 für ihr Engagement mit der Bürgermedaille der Stadt Braunschweig ausgezeichnet.

### Tonträger
- 1995: Fröhliche Weihnacht – Merry Christmas. (Leitung Margit Cherkeh), PPM Records, OCLC 725234406 (CD, MC)
- 1999: Weihnacht Überall. (Leitung Margit Cherkeh), RAM Produktionsgesellschaft, OCLC 725278964 (CD)
- 2011: Kodály-Motette (Leitung Margit Cherkeh), auf: Französische Chormusik aus St. Aegidien (CD)[23]
- 2012: Belcanto Jugendchor. (Leitung Agnes Kauer, CD)